# Mia penso
Mia penso est un poème écrit avant 1887 par Louis-Lazare Zamenhof, retranscrit à partir d'une forme proto-espéranto de 1882.

## Analyse
Le poème est structuré en 4 huitains octosyllabiques. Le thème est globalement triste. Le poète regrette sa jeunesse passée à exercer son « devoir commandant ». Selon Baldur Ragnarsson, son devoir était « le travail obsessionnel, chronophage de création de la langue, sa pensée elle-même ».
Edmond Privat dans son ouvrage Vivo de Zamenhof commentait cela comme suit (page 32) :
« Dum ses jaroj li restadis sub silento. Ĝi estis tempo malfacila. Al neniu li parolis pri sia laborado… Tiel pasis for la plej belaj jaroj de la vivo, la studentaj, malgaje kaj dolore. » se traduisant en « [Pendant six ans, il est resté silencieux. C'était une période difficile. Il ne parlait à personne de son travail… Ainsi se sont écoulées les plus belles années de la vie, en les étudiant, tristement et péniblement.]»
À propos du poème, Humphrey Tonkin commentait en argumentant qu'il était la genèse de la traduction par Zamenhof de Hamlet :
« [Les germes de cet intérêt pour « Hamlet » se trouvent dans le poème « Mia Penso », ce poème de Zamenhof le plus identifiable avec la genèse des conflits personnels internes de l'espéranto et de Zamenhof des premières années. À mon avis, c'est aussi son poème le plus talentueux, face à la tension entre jeunesse et devoir avec une chanson sur l'espoir chantée par un ami lors d'une soirée. […] Les tensions montrées par le jeune homme qui est le locuteur du poème sont les tensions que la génération de Zamenhof a trouvées dans la figure de Hamlet.] » 

## Postérité
Le premier vers du dernier huitain a servi de titre à Fajron sentas mi interne, un roman originellement écrit en espéranto par Ulrich Matthias, sorti en 1990.